# Instituto Clodomiro Picado
El Instituto Clodomiro Picado (ICP) de la Universidad de Costa Rica es una unidad académica multidisciplinaria dedicada a la investigación científica y tecnológica para contribuir a la solución del problema de envenenamientos por animales ponzoñosos en Costa Rica y otros países. A lo largo de sus más de cuatro décadas de existencia, este instituto se ha consolidado como uno de los principales centros de investigación y desarrollo tecnológico en su ámbito de acción a nivel latinoamericano y mundial.

## Antecedentes históricos
El Instituto Clodomiro Picado (ICP) surgió en 1970 a partir de un programa impulsado por el Ministerio de Salud de Costa Rica para desarrollar capacidad nacional de producir antivenenos terapéuticos. El instituto lleva el nombre del Dr. Clodomiro Picado Twight (1887-1944), un destacado científico y médico costarricense que trabajó en el Hospital San Juan de Dios y fue pionero en el estudio de las serpientes venenosas y sus toxinas en las décadas de 1920 y 1930.
El Dr. Picado promovió la importación de sueros antiofídicos de Brasil y demostró su eficacia en el tratamiento de mordeduras de serpientes en pacientes costarricenses. Gracias a su incansable labor de investigación y divulgación sobre este problema de salud pública, en 1926 se promulgó la Ley de Defensa contra el Ofidismo, que obliga al Estado a implementar medidas para proteger la vida y la salud de los ciudadanos frente a los accidentes por mordeduras de serpientes.
Inicialmente, el ICP formó parte del Ministerio de Salud. En 1972 pasó a integrarse a la Facultad de Microbiología de la Universidad de Costa Rica. Este cambio permitió abordar el problema de los envenenamientos ofídicos de manera multidisciplinaria e integral, combinando investigación científica de vanguardia, innovación tecnológica, formación académica de grado y posgrado, y divulgación a diversos sectores sociales.

## Investigación
La investigación científica y tecnológica realizada en el ICP sobre diferentes aspectos del problema del envenenamiento por mordeduras de serpiente y su tratamiento ha abarcado una amplia gama de temas. Se han realizado estudios que van desde la historia natural, taxonomía y distribución geográfica de las serpientes venenosas de Centroamérica, hasta la composición de sus venenos, la caracterización bioquímica de sus toxinas y de sus mecanismos de acción; desde el desarrollo y mejoramiento de técnicas para producción de antivenenos, hasta la evaluación de su desempeño en modelos experimentales preclínicos y en ensayos clínicos controlados; desde la epidemiología de los envenenamientos, hasta la caracterización de la respuesta inmune contra los venenos y el desarrollo de nuevos antivenenos diseñados para su uso terapéutico en otras regiones del mundo.
Uno de los aspectos más interesantes de la evolución del ICP es la relación entre sus actividades de investigación científica, desarrollo tecnológico y producción de inmunobiológicos. El hecho de que en una misma institución se desarrollen estas tres vertientes ha generado un sistema en el cual dichas actividades se interrelacionen, enriquecen y potencian, con un alto impacto académico y social. Las más de 650 publicaciones realizadas en revistas científicas y libros son testimonio de una profunda vocación académica, la cual ha generado aportes al conocimiento de los envenenamientos ofídicos y ha abierto nuevas perspectivas para el enfrentamiento de este problema de salud pública a nivel global.

## Producción y distribución de antídotos
El ICP provee antivenenos, altamente eficaces, a varios países de Latinoamérica y de otras partes del mundo. La cobertura geográfica de distribución de estos pasó de Costa Rica al resto de Centroamérica, a algunos países de Suramérica y el Caribe, luego a varios países africanos, teniéndose actualmente amplias perspectivas de apoyar con antivenenos a algunos países de Oceanía y Asia.
Se estima que al menos unas 250.000 personas han sido tratadas con los antivenenos producidos en el ICP. En el contexto de una situación internacional caracterizada por el desabastecimiento de antivenenos y por el incremento en los precios de estos medicamentos, esta proyección del ICP representa una significativa contribución, a nivel global, en el enfrentamiento de esta enfermedad desatendida y a una disminución en el sufrimiento humano causado por esta patología.

### Otras actividades
La labor del ICP también ha incluido un programa de extensión con actividades de educación continua a grupos de profesionales de la salud en Costa Rica y otros países de Latinoamérica, dirigidas a mejorar la capacidad profesional para tratar los envenenamientos por mordeduras de serpiente.
Este programa, además, promueve actividades en comunidades rurales vulnerables al accidente ofídico para prevenir las mordeduras por serpientes. Estos esfuerzos, junto con el compromiso del instituto para mantener una amplia disponibilidad de antivenenos de excelente calidad, han contribuido a la disminución de las tasas de mortalidad y de secuelas físicas y psicológicas que sufren los pacientes como producto de los envenenamientos por mordeduras de serpiente.

## Reconocimientos
Por todo lo anterior, el ICP posee liderazgo científico, académico y social en el tema de los envenenamientos por mordeduras de serpiente a nivel mundial, tal y como fue reconocido en el año 2011 por la OMS, al otorgarle el Premio Lee Jong-Wook de Salud Pública.
En el año 2022, la Asamblea Legislativa de la República de Costa Rica lo nombró como Institución Benemérita de la Patria